# فرودگاه تامبورا
فرودگاه تامبورا (به انگلیسی: Tumbura Airport) یک فرودگاه همگانی، غیرنظامی است که یک باند فرود ناهموار دارد و طول باند آن ۱۲۴۷ متر است. این فرودگاه در کشور سودان جنوبی قرار دارد و در ارتفاع ۶۸۰ متری از سطح دریا واقع شده است.